# En esta habitación
«En esta habitación» es una canción de la banda peruana de rock alternativo, Libido, compuesta y escrita por Jeffry Fischman, lanzado como primer sencillo del segundo álbum de estudio, Hembra, publicado en el año 2000.
La canción quedó en el puesto 31 en el ranking de Los 100 + pedidos del 2001 por la cadena MTV Suroeste.

## Video
El video estuvo a cargo del productor y cineasta argentino Picky Talarico. Se grabó en un estudio en Miraflores, Perú. Gracias a este tema, se hicieron muy conocidos en todo Latinoamérica.
Contó también con la presencia de una conocida modelo, Sueca Soika y un modelo peruano.

### Letra
La canción habla sobre la soledad de un hombre por la ausencia de una mujer.

## Posiciones en rankings
| Año  | Ranking                    | Ubicación |
| ---- | -------------------------- | --------- |
| 2001 | Los 100 + pedidos del 2001 | 31        |